# Paul J. Crutzen

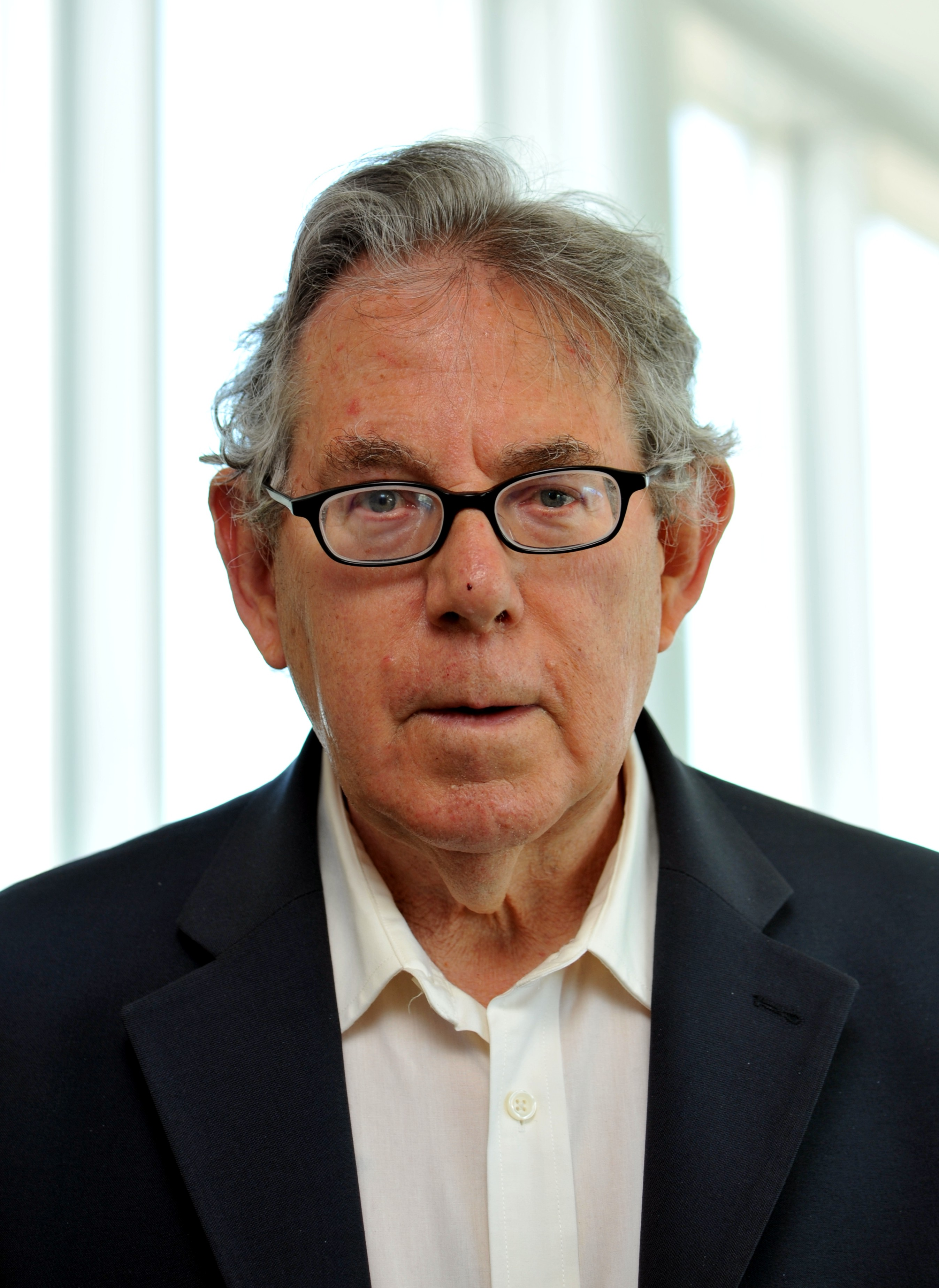
Paul Crutzen (2010)

Paul Jozef Crutzen [ˈkrutsə] (* 3. Dezember 1933 in Amsterdam; † 28. Januar 2021 in Mainz) war ein niederländischer Meteorologe und Atmosphärenchemiker.
Crutzen war von 1980 bis 2000 Direktor am Max-Planck-Institut für Chemie in Mainz und erhielt 1995 für seine Arbeiten, die erklärten, wie das Ozonloch in der winterlichen Stratosphäre über dem Südpol entstand, den Nobelpreis für Chemie. Crutzen erforschte bereits in den 1970er Jahren die Rolle der Stickoxide in der Atmosphäre. 
Er schuf den Begriff des Anthropozäns, der unsere durch tiefe Einschnitte des Menschen geprägte Erdepoche beschreibt. Auch gehen auf ihn Berechnungen zum nuklearen Winter zurück.
Zuletzt warnte Crutzen die Menschheit vor der nahenden Klimakatastrophe und forderte zu einem deutlich schnelleren Handeln in der Klimapolitik auf.

## Biographie

### Jugend und Ausbildung
Crutzen wurde im September 1940 in die Grundschule eingeschult. Nach vielen kriegsbedingten Verzögerungen wechselte 1946 auf die Hogere Burgerschool (Sekundarschule), wo er Französisch, Englisch und Deutsch fließend zu sprechen lernte. Darüber hinaus konzentrierte er sich auf den Bereich der Naturwissenschaften. Er schloss 1951 am St. Ignatius Gymnasium ab. Anschließend besuchte er eine Fachoberschule, wo er Bauingenieurwesen studierte. Nach zwei Jahren Tätigkeit in einem Konstruktionsbüro leistete er den damals in den Niederlanden obligatorischen Wehrdienst von einundzwanzig Monaten ab.

### Wissenschaftlicher Werdegang
Nach verschiedenen Anstellungen im Baubereich ging er 1959 nach Schweden. Dort arbeitete er zunächst als Computerprogrammierer an der Universität Stockholm im Fachbereich Meteorologie. Begeistert von dieser Wissenschaft begann er parallel zu seiner Arbeit ein Studium, das er mit dem Master abschloss. 1968 promovierte er im Fach Meteorologie mit Auszeichnung. Später lehrte er an der Fakultät für Meteorologie der Universität Stockholm. 1973 habilitierte sich Paul Crutzen am meteorologischen Institut der Universität Stockholm (MISU) mit der Arbeit On the photochemistry of ozone in the stratosphere and troposphere and pollution of the stratosphere by high-flying aircraft.
Crutzens Hauptforschungsgebiet war die Chemie der Atmosphäre. Am bekanntesten sind seine Arbeiten zum Ozonabbau in der Stratosphäre. 1970 wies er darauf hin, dass die Emissionen von Lachgas (N2O), einem stabilen, vorwiegend von Bodenbakterien produzierten Gas, den Gehalt der Stickoxide in der Stratosphäre beeinflussen. Crutzen zeigte, dass Lachgas langlebig genug ist, um die Stratosphäre zu erreichen. Dort wird es zu Stickstoffmonoxid (NO) umgewandelt, das oberhalb von etwa 30 Kilometern zusammen mit NO2 in einem katalytischen Zyklus Ozon zerstört. Dieser katalytische Zyklus ist die wichtigste Senke für Ozon in der natürlichen Stratosphäre und spielt der Ozonproduktion durch UV-Photolyse von Sauerstoffmolekülen entgegen. Crutzen wies darauf hin, dass der zunehmende Einsatz von Düngemitteln zu einem Anstieg der Lachgasemissionen und damit zu einer Zunahme von NO in der Stratosphäre führt, und somit menschliche Aktivitäten die stratosphärische Ozonschicht beeinflussen.
Im darauffolgenden Jahr (1971) gaben Crutzen und (unabhängig davon) Harold Johnston zu bedenken, dass die NO-Emissionen der zu diesem Zeitpunkt konzeptionierten Flotte von Überschall-Flugzeugen (einige hundert Boeing 2707), die in der niederen Stratosphäre fliegen sollten, ebenfalls die Ozonschicht reduzieren könnten.
Zwar relativierten neuere Studien das Ausmaß dieses Problems, bestätigten jedoch, dass es grundsätzlich einen Effekt auf die Ozonschicht gibt.
Von 1977 bis 1980 leitete Crutzen eine Abteilung am National Center for Atmospheric Research in Boulder, Colorado, USA. 1980 wurde Paul Crutzen zum Wissenschaftlichen Mitglied des Max-Planck-Instituts für Chemie in Mainz und der Max-Planck-Gesellschaft berufen und trat 1980 als Direktor die Nachfolge von Christian Junge in der Abteilung Chemie der Atmosphäre an. Des Weiteren übernahm er Lehrtätigkeiten wie beispielsweise an der Scripps Institution of Oceanography der Universität von Kalifornien in San Diego und an der Nationaluniversität von Seoul, Südkorea und dem Georgia Institute of Technology und war außerordentlicher Professor in der Abteilung Meteorologie der Universität Stockholm. In den 1980er Jahren trug Paul Crutzen wesentlich zur Aufklärung der physikalischen und chemischen Grundlagen für die Entstehung des Ozonlochs bei. 1995 erhielt er den Nobelpreis für Chemie für seine Arbeiten über Ozon gemeinsam mit Mario J. Molina und Frank S. Rowland.
2006 schlug Crutzen vor, mit Hilfe des Eintrags von Schwefeldioxid in die Stratosphäre die Sonneneinstrahlung zu reduzieren und so den Klimawandel zu bremsen. Die Idee wird seitdem im Rahmen von Überlegungen zum Geoengineering immer wieder diskutiert, wird jedoch aufgrund zu großer Risiken von der Mehrheit der Fachleute heute abgelehnt.

### Engagement
Er war Mitunterzeichner eines Briefes von mehr als 70 Nobelpreisträgern an das Parlament von Louisiana, in welchem die Aufhebung des Kreationismusgesetzes von Louisiana, des Louisiana Science Education Act, gefordert wird.
Im Jahr 2003 war Crutzen als einer von 22 Nobelpreisträgern Mitunterzeichner des 3. Humanistischen Manifests „Humanism and Its Aspirations“. Er war zwischen 1987 und 1990 Mitglied der Enquete-Kommission des Deutschen Bundestages zum „Schutz der Erdatmosphäre“. Crutzen ist ehemaliger Herausgeber der wissenschaftlichen Zeitschrift Journal of Atmospheric Chemistry; Mitglied des Beratungsausschusses bis 2009. Er war von 1998 bis 2000 Mitglied der externen Beratergruppe zur Durchführung des fünften Rahmenprogramms über „Global change, climate and biodiversity“, Europäische Gemeinschaft, Brüssel.
Ab 2001 war Paul Crutzen Vorsitzender des Advisory Board der interaktiven Open-Access-Fachzeitschrift Atmospheric Chemistry and Physics (ACP).

### Privates
1956 lernte Crutzen Terttu Soininen kennen, sie heirateten 1958. Im Dezember des Jahres wurde ihre Tochter Ilona geboren, im März 1964 kam die zweite Tochter Sylvia zur Welt.
Crutzen starb am 28. Januar 2021 im Alter von 87 Jahren nach langer Krankheit in Mainz.

## Übersicht wissenschaftliche Stationen
- Vor 1974: Verschiedene Lehr- und Forschungsaufträge an der Universität Stockholm, Schweden
- 1969–1971: Stipendiat der European Space Research Organization an der Universität Oxford, England
- 1974–1977: Berater des Aeronomy Laboratory der National Oceanic and Atmospheric Administration und Wissenschaftler am National Center for Atmospheric Research (NCAR) in Boulder, Colorado, USA
- 1977–1980: Wissenschaftlicher Direktor der Air Quality Division des National Center for Atmospheric Research
- 1976–1984: Honorarprofessor des Department of Atmospheric Sciences an der Colorado State University, Fort Collins, USA
- 1980–2000: Mitglied der Max-Planck-Gesellschaft zur Förderung der Wissenschaften, Direktor der Abteilung Chemie der Atmosphäre des Max-Planck-Instituts für Chemie, Mainz
- 1987–1991: Professor (Teilzeit) Department of Geophysical Sciences, University of Chicago, USA
- 1991–1992: Tage-Erlander-Professor des Schwedischen Forschungsrats an der Universität Stockholm
- 1992–2008: Ehrenprofessor (Teilzeit) am Scripps Institution of Oceanography, University of California, La Jolla, USA
- 1997–2000: Professor (Teilzeit) am Institut für Meeres- und Atmosphärenforschung, Universität Utrecht, Niederlande
- Ab Nov. 2000: Emeritus Max-Planck-Gesellschaft zur Förderung der Wissenschaften, Abteilung Chemie der Atmosphäre des Max-Planck-Instituts für Chemie in Mainz
- Ab Mai 2008: Emeritus Scripps Institution of Oceanography, University of California, La Jolla, USA

## Forschungsschwerpunkte
Crutzens Hauptforschungsgebiet war die Rolle der Atmosphärenchemie im Zusammenhang mit dem Klima und biogeochemischen Kreisläufen.

### Anthropozän
Eines von Crutzens Forschungsinteressen war das Anthropozän. 2000 schlugen Crutzen und Eugene F. Stoermer im IGBP Newsletter 41 die Verwendung des Begriffs für die aktuelle durch den Menschen geprägte geologische Epoche vor. Zu ihrem Ausgangspunkt schrieben sie:

„Ein spezifischeres Datum für den Beginn des Anthropozäns festzulegen, erscheint uns irgendwie willkürlich, wir schlagen jedoch die zweite Hälfte des 18. Jahrhunderts vor, wenn wir uns auch im Klaren darüber sind, dass durchaus Alternativvorschläge gemacht werden könnten (manche mögen gar das gesamte Holozän einbeziehen). Wir wählen trotzdem dieses Datum, weil die globalen Effekte menschlicher Aktivitäten während der letzten beiden Jahrhunderte deutlich wahrnehmbar geworden sind. Während dieser Periode zeigen die Daten, die aus glazialen Eisbohrkernen gewonnen wurden, den Beginn einer Zunahme der atmosphärischen Konzentrationen mehrerer „Treibhausgase“, insbesondere CO2 und CH4. Ein derartiges Anfangsdatum fällt auch zusammen mit der Einführung der Watt’schen Dampfmaschine im Jahre 1784.“

### Globale Erwärmung
Crutzen warnte die Menschheit vor der nahenden Klimakatastrophe und forderte zu einem deutlich schnelleren Handeln in der Klimapolitik auf.
Steve Connor, Wissenschaftsredakteur des Independent, schrieb:

„Professor Paul Crutzen, der 1995 einen Nobelpreis für seine Arbeit über das Loch in der Ozonschicht erhielt, glaubt, dass die politischen Versuche, die menschengemachten Treibhausgase zu reduzieren, dermaßen kläglich seien, dass es eines radikalen Krisenplanes bedürfe. In einem polemischen Wissenschafts-Essay, der in der 2006er Augustausgabe der Zeitschrift Climate Change veröffentlicht wurde, sagt er, dass es eines „Fluchtweges“ bedürfe, für den Fall, dass die globale Erwärmung außer Kontrolle geriete.
Professor Crutzen hat eine Methode vorgeschlagen, um das globale Klima künstlich durch die Freigabe von Schwefelpartikeln in der oberen Atmosphäre abzukühlen, in Verbindung mit anderen Partikeln auf niedereren Ebenen der Atmosphäre, die Sonnenlicht und Hitze zurück ins All reflektieren würden. Dieser kontroverse Vorschlag wird von Wissenschaftlern ernstgenommen, weil Prof. Crutzen über eine nachgewiesene Erfolgsbilanz auf dem Gebiete der Atmosphärenforschung verfügt. Sollte diese künstliche Kühlmethode tatsächlich funktionieren, dann wäre die Menschheit dazu in der Lage, einige Auswirkungen der Emissionen, die durch die Verbrennung fossiler Brennstoffe entstehen, rückgängig zu machen. So könnte Zeit erkauft werden, die zum Finden alternativer Energiequellen benötigt wird. Dies könnte entscheidend sein, wenn es darum geht, die Integrität und Bewohnbarkeit des Planeten zu erhalten, schreibt Crutzen.
Paul Crutzen weist aber am Ende seines Papers explizit daraufhin, dass „das Beste wäre, wenn die Emissionen der Treibhausgase so stark reduziert werden könnten, dass stratosphärische Schwefelfreisetzungsversuche nicht stattfinden müssten“.“

Im Januar 2008 veröffentlichte Paul Crutzen Ergebnisse, nach denen die Freisetzung von Lachgas (N2O) bei der Herstellung von Biokraftstoffen einen größeren Beitrag zur globalen Erwärmung leiste als die fossilen Brennstoffe, die sie ersetzen.

### Nuklearer Winter
Crutzen ist ebenfalls ein führender Vertreter der Theorie des „nuklearen Winters“: Zusammen mit John Birks schrieb er die erste Veröffentlichung, die sich des Themas annahm: The atmosphere after a nuclear war: Twilight at noon (1982).
Darin stellten die Verfasser theoretische Überlegungen an über die potentiellen Klimaeffekte großer Mengen rußhaltigen Rauchs von Waldbränden und anderen Bränden, die durch einen Krieg mit Nuklearwaffen aus urbanen Industriezentren und Öllagereinrichtungen verursacht würden und die mittlere und höhere Troposphäre erreichen würden. Sie kamen zu dem Schluss, dass die Absorption des Sonnenlichts durch schwarzen Rauch zu Dunkelheit und starker Abkühlung an der Erdoberfläche führen könnte, sowie einer Erhitzung der Atmosphäre in größeren Höhenbereichen. Die dabei entstehenden atypischen meteorologischen und klimatischen Verhältnisse würden die landwirtschaftliche Produktion für einen großen Teil der Menschheit in Gefahr bringen.

## Ehrungen

### Preise
- 1976: Outstanding Publication Award, Environmental Research Laboratories, National Oceanic and Atmospheric Administration (NOAA), Boulder, Colorado, U.S.A.
- 1977: Special Achievement Award, Environmental Research Laboratories, NOAA, Boulder, Colorado, U.S.A.
- 1984: Rolex-Discover Scientist of the Year.
- 1985: Leo Szilard Lectureship Award for „Physics in the Publics Interest“ of the American Physical Society
- 1986: Elected to Fellow of the American Geophysical Union.
- 1987: Lindsay Memorial Lecturer, Goddard Space Flight Center, National Aeronautics and Space Administration.
- 1988: Gründungsmitglied der Academia Europaea.
- 1989: Tyler Prize for Environmental Achievement.
- 1990: Tracy and Ruth Scorer Lecturer at the University of California, Davis, U.S.A.
- 1990: korrespondierendes Mitglied Königlich Niederländischen Akademie der Wissenschaften.
- 1991: Volvo Environment Prize.
- 1992: Mitglied der Königlich Schwedischen Akademie der Wissenschaften.
- 1992: Mitglied der Königlich Schwedischen Akademie der Ingenieurwissenschaften.
- 1992: Mitglied der Leopoldina
- 1994: Raymond and Beverly Sackler Distinguished Lecturer in Geophysics and Planetary Sciences, Tel Aviv University, Israel
- 1994: Deutscher Umweltpreis der Bundesstiftung Umwelt
- 1994: Max-Planck-Forschungspreis (mit Mario J. Molina, U.S.A.)
- 1994: Mitglied der US-amerikanischen National Academy of Sciences
- 1995: Nobelpreis für Chemie (mit Mario J. Molina und F. S. Rowland, USA)[21]
- 1995: Global Ozone Award für „Outstanding Contribution for the Protection of the Ozone Layer“ der UNEP (Umweltprogramm der Vereinten Nationen)
- 1995: Kommandeur im Orden vom Niederländischen Löwen
- 1996: Mitglied der Päpstlichen Akademie der Wissenschaften.
- 1996: Minnie Rosen Award der Ross University, New York für „High Achievement in the Service to Mankind“
- 1996: Der Louis J. Battan Author’s Award (mit T. E. Graedel) by the American Meteorological Society
- 1996: Medail d’Or de la Ville de Grenoble, Frankreich
- 1996: Großes Bundesverdienstkreuz mit Stern (8. Oktober 1996)
- 1997: Erasmus Medal der Academia Europaea, Gent, Belgien
- 1997: Mitglied der Accademia Nazionale dei Lincei, Rom, Italien.
- 1998: H. Julian Allen Award 1998, for outstanding scientific paper (co-authored) of 1998 at NASA Ames Research Center
- 2000: Ein Asteroid wurde nach ihm benannt: (9679) Crutzen.
- 2001: Geehrt vom Karamanlis Institute for Democracy, Griechenland, für herausragende Beiträge zu Wissenschaft und Gesellschaft
- 2003: Golden Medal (highest destination) given by the Academy of Athens, October 22, 2003.
- 2004: Fellow der American Association for the Advancement of Science
- 2005: Distinguished Lecturer in Science, The Hongkong University of Science and Technology, School of Science.
- 2005: Recipient of the UNEP/WMO Vienna Convention Award.
- 2006: Recipient of the Jawaharlal Nehru Birth Centenary Medal 2006, Indian National Science Academy, New Delhi, India
- 2006: Foreign Member of the British Royal Society (allowed to use the title Paul Josef Crutzen, ForMemRS), London, UK
- 2006: Fellow of the World Academy of Art and Science, San Francisco, USA.
- 2007: Election to International Member of the American Philosophical Society, Class 1, USA
- 2008: Recipient of the Capo d’Orlando Award, Discepolo Foundation, Vico Equense, Italy
- 2013: Verdienstorden des Landes Rheinland-Pfalz
- 2018: Recipient of the Haagen-Smit Clean Air Award (California Air Resources Board), Sacramento, U.S.A[22]
- 2019: Lomonossow-Goldmedaille

### Ehrenmitgliedschaften
- Ehrenmitglied der World Innovation Foundation
- Ehrenmitglied der Naturforschenden Gesellschaft zu Emden von 1814
- Ehrenmitglied der Swedish Meteorological Society
- Ehrenmitglied der Commission on Atmospheric Chemistry and Global Pollution (CACGP)
- Ehrenmitglied der European Geosciences Union (EGU)
- Ehrenmitglied der European Geophysical Society (EGS).
- Ehrenmitglied der American Meteorological Society
- Ehrenmitglied der International Ozone Commission
- Ehrenmitglied der „Climate Conference 2001“, 20. bis 24. August, Utrecht, Niederlande (Ehrenvorsitz)
- Honorary Member of European Academy of Sciences and Arts, Salzburg, Austria, 2008
- Honorary Fellow of the Institute of Green Professionals, Weston, Florida, USA. Entitled to use the identifiere “Hon. FIGP”. 2008
- Ehrenmitglied der Nationalen Akademie der Wissenschaften Leopoldina, Halle (seit November 2014)
- Ausländisches Ehrenmitglied der American Academy of Arts and Sciences, Cambridge, U.S.A.
- Honorary Member of the Royal Netherlands Chemical Society (KNCV), The Hague, 2017
- Honorary Senior Fellow des Institute for Advanced Sustainability Studies (IASS), Potsdam

### Ehrendoktorate und -professuren
- 1986: York University, Kanada
- 1992: Université catholique de Louvain, Belgien
- 1993: Ehrenprofessur Johannes Gutenberg-Universität Mainz, Deutschland
- 1994: University of East Anglia, Vereinigtes Königreich
- 1996: Aristoteles-Universität Thessaloniki, Griechenland
- 1997: San José State University, Costa Rica
- 1997: Universität Lüttich, Belgien
- 1997: Universität Tel Aviv, Israel
- 1997: Oregon State University, USA
- 1997: Universität Chile, Chile
- 1997: Universität von Burgund, Frankreich
- 1998: Universität Athen, Griechenland
- 2001: Demokrit-Universität Thrakien, Griechenland
- 2002: Nova Gorica Polytechnic, Slowenien
- 2002: University of Hull, Vereinigtes Königreich
- 2004: Ehrenprofessur College of Environmental Sciences, Peking-Universität, China
- 2005: Université Joseph Fourier, Frankreich
- 2005: Ehrenprofessur Tongji University, China
- 2007: Polytechnikum Mailand, Italien
- 2008: Ehrenprofessur Seoul National University, Südkorea
- 2010: Universität Venedig, Italien
- 2013: Universität Maastricht, Niederlande

## Paul-Crutzen-Preis
Im Jahr 2012 wurde erstmals der Paul-Crutzen-Preis der Gesellschaft Deutscher Chemiker (GDCh) vergeben, der jährlich eine hervorragende Publikation auf dem Gebiet der Umweltchemie und Ökotoxikologie auszeichnet. Der Preis ging aus dem Preis der entsprechenden Fachgruppe der GDCh hervor.

## Veröffentlichungen
Crutzen veröffentlichte mehr als 350 begutachtete („refereed“) und 135 sonstige wissenschaftliche Publikationen in Fachzeitschriften sowie 15 Bücher. Im Jahr 2002 war er der weltweit meist zitierte Autor auf dem Gebiet der Geowissenschaften mit 2911 Zitaten bei 110 Veröffentlichungen laut ISI (Institute for Scientific Information, Philadelphia, USA).
Eine Auswahl seiner Veröffentlichungen:
- 1971: On some photochemical and meteorological factors determining the distribution of ozone in the stratosphere ; effects of contamination by NO[subscript x] emitted from aircraft. Institute of Meteorology, University of Stockholm, Stockholm 1971, OCLC 38883363.
- 1986: Globale Aspekte der atmosphärischen Chemie. Natürliche und anthropogene Einflüsse. Westdeutscher Verlag, Opladen 1986, ISBN 3-531-08347-3.
  - Mit Jürgen Hahn: Schwarzer Himmel. Auswirkungen eines Atomkrieges auf Klima und globale Umwelt. (Kurzfassung des SCOPE-Berichts „Environmental Consequences of Nuclear War“) S. Fischer, Frankfurt am Main 1986, ISBN 3-10-013103-7.
- 1989: Das Ende des blauen Planeten? Der Klimakollaps, Gefahren und Auswege. Hg. mit Michael Müller, Beck, München 1989, ISBN 3-406-33140-8.[24]
  - Mit Christoph Brühl: Analyse und Bewertung der Modellsysteme zur Vorhersage von Veränderungen des Ozongehalts der Atmosphäre. In: Umweltforschungsplan des Bundesministers des Innern. 2 Bände. Max-Planck-Institut für Chemie, Abt. Luftchemie, Mainz 1989/1990, OCLC 180571796.
- 1995, mit Veerabhadran Ramanathan: Clouds, chemistry and climate. Springer, Berlin 1995, ISBN 3-540-60433-2.
- 1996: Atmosphäre, Klima, Umwelt. 2. Auflage. Spektrum, Akademie Verlag, Heidelberg 1996, ISBN 3-8274-0122-4.
  - Hauptthema der Tagung. Physikalische Chemie der Atmosphäre. Deutsche Bunsen-Gesellschaft für Physikalische Chemie, Frankfurt am Main 1999.
- 2011: Das Raumschiff Erde hat keinen Notausgang. Suhrkamp, Berlin 2011, ISBN 978-3-518-06176-3.
- 2019: mit Michael Müller (Hrsg.): Das Anthropozän. Schlüsseltexte des Nobelpreisträgers für das neue Erdzeitalter. Oekom, München 2019, ISBN 978-3-96238-137-0.

### Nachrufe
- Deutschlandfunk.de Kultur heute 30. Januar 2021, Christian Schwägerl, Michael Köhler: „Ein Jahrhundertwissenschaftler in der Tradition von Charles Darwin“
- FAZ.net 29. Januar 2021, Joachim Müller-Jung: Der Patron der Erdpolitik
- Susan Solomon: Paul J. Crutzen (1933–2021). In: Science. Band 371, Nr. 6532, 2021, S. 892, doi:10.1126/science.abh0217
- Taz.de 5. Februar 2021, Manfred Kriener: Der sanfte Weltenretter